# Kaltenhouse
Kaltenhouse település Franciaországban, Bas-Rhin megyében. Lakosainak száma 2443 fő (2022. január 1.). Kaltenhouse Bischwiller, Haguenau és Oberhoffen-sur-Moder községekkel határos.

## Népesség
A település népességének változása:
| Lakosok száma | 2220 | 2131 | 2252 | 2333 | 2435 | 2450 | 2463 | 2478 | 2443 |
|               | 2013 | 2015 | 2016 | 2017 | 2018 | 2019 | 2020 | 2021 | 2022 |